# Igreja Católica na Itália
A Igreja Católica na Itália é parte da Igreja Católica universal em comunhão com o Papa e com a Cúria Romana, com apoio da Conferência Episcopal Italiana. O papa também serve como Primaz da Itália. Além da Itália, duas outras nações soberanas estão incluídas nas dioceses baseadas na Itália: San Marino e o Vaticano. Existem 225 dioceses na Igreja Católica na Itália.
O Papa reside na Cidade do Vaticano, que é um enclave em Roma. Tendo sido um grande centro de peregrinação cristã desde o Império Romano, Roma é comumente considerada como a "casa" da Igreja Católica, uma vez que é onde São Pedro se estabeleceu, ministrou, serviu como bispo, e morreu. Suas relíquias estão localizadas em Roma, juntamente com as de São Paulo, entre muitos outros santos do cristianismo primitivo.
Devido à Renascença italiana, a arte da igreja na Itália é extraordinária, incluindo obras de Leonardo da Vinci, Michelangelo, Fra Carnevale, Gian Lorenzo Bernini, Sandro Botticelli, Tintoretto, Ticiano, Rafael, Giotto, etc.
A arquitetura da igreja italiana é igualmente espetacular e historicamente importante para toda a cultura ocidental, notavelmente a Basílica de São Pedro em Roma, a Basílica de São Marcos em Veneza e na Catedral de Florença, que inclui os "Portões do Paraíso" no Batistério de Lorenzo Ghiberti.

## Histórico
O cristianismo chegou à Península Italiana no primeiro século, provavelmente por viajantes desconhecidos, comerciantes ou soldados. A Carta aos Romanos, de São Paulo, é dirigida e atesta a presença dos cristãos romanos no primeiro século. Os cristãos em Roma também estavam em contato com São Pedro e São Paulo, e ambos foram para lá em missão e eventualmente lá mesmo martirizados. Um dos primeiros bispos e papas italianos foi Clemente I que escreveu uma carta à comunidade cristã em Corinto (1 Clemente) por volta do ano 96 d.C.

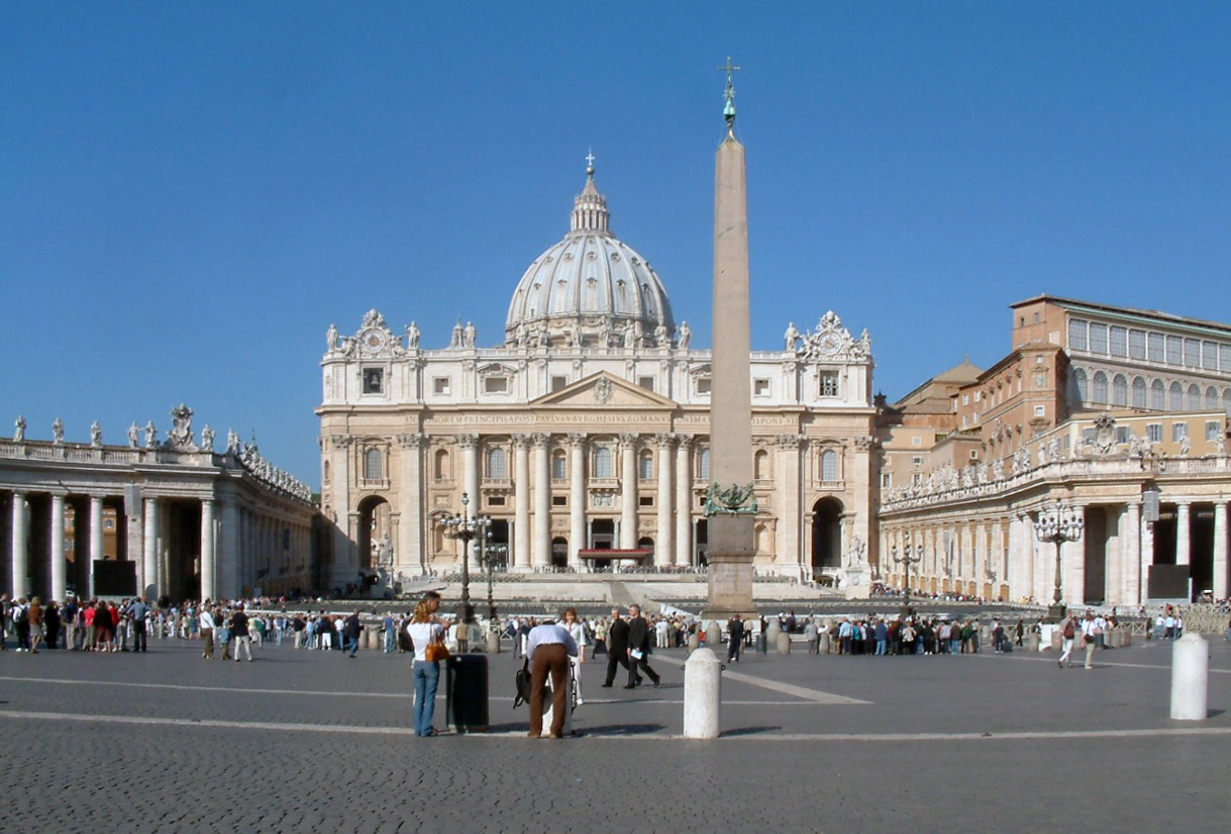
Basílica de São Pedro e Cidade do Vaticano, em Roma

A contribuição italiana para o catolicismo é imensurável. Ao longo dos seus dois mil anos de história, a Igreja da Itália cresceu em tamanho e influência, produzindo e / ou abrigando (algumas vezes antes martírio) alguns dos maiores líderes e impulsionadores do Cristianismo Católico, incluindo Priscila e Áquila; Santo Inácio de Antioquia, martirizado em Roma; São Policarpo, martirizado em Roma e discípulo de São João Evangelista; Santa Inês, mártir romano; São Lourenço, mártir; São Justino, professor e mártir; Santo Hipólito, sacerdote e mártir; Santa Cecília, mártir romano; Santo Ambrósio, bispo e Doutor da Igreja; São Jerônimo, teólogo e doutor da Igreja; São Bento de Núrsia, fundador da ordem beneditina e do monasticismo ocidental; Leão, o Grande, bispo de Roma e doutor da Igreja; Gregório, o Grande, bispo de Roma e doutor da Igreja; Santo Agostinho de Cantuária, monge romano, missionário beneditino na Inglaterra, e depois bispo inglês; Urbano II, papa ou bispo de Roma que convocou a Primeira Cruzada; Anselmo de Cantuária, filósofo italiano, doutor da Igreja e depois bispo inglês; São Francisco de Assis, místico e fundador da ordem dos franciscanos; São Boaventura, teólogo franciscano e doutor da Igreja; Santo Tomás de Aquino, dominicano teólogo, filósofo e doutor da Igreja; Dante, poeta; Santa Catarina de Sena, mística, reformadora e doutora da Igreja; Claudio Monteverdi, compositor; Roberto Bellarmino da Toscana, jesuíta teólogo e doutor da Igreja; Antonio Vivaldi, padre e compositor; Leão XIII, bispo de Roma e reformador social; Pio XII, bispo de Roma; João XXIII, bispo de Roma e iniciador do Concílio Vaticano II, entre muitos outros. Poder-se-ia acrescentar a esta lista os fundadores de vários movimentos eclesiais leigos contemporâneos, com destaque para Luigi Giussani, fundador da Comunhão e Libertação, e Chiara Lubich, fundadora do Movimento dos Focolares. Além disso, Andrea Riccardi, fundador da Comunidade de Santo Egídio, hoje uma das grandes organizações religiosas do mundo.

### Atualmente
Cerca de 80% da população italiana é católica, dos quais um terço são membros ativos da igreja. A Itália tem 225 dioceses e arquidioceses, mais do que qualquer outro país do mundo, com exceção do Brasil. O país também tem o maior número de paróquias (25.694), religiosas (102.089) e religiosos(23.719), e sacerdotes (44.906), incluindo seculares (isto é sacerdotes diocesanos).
Os bispos da Itália compõem a Conferência Episcopal Italiana como um órgão colaborativo para executar certas funções conjuntas especificadas pelo Direito Canônico. Diferentemente da maioria das conferências episcopais, o presidente da conferência italiana é nomeado pelo papa, devido à sua função como primaz da Itália. Desde 2017, o presidente da conferência episcopal é o cardeal Gualtiero Bassetti.

## Organização

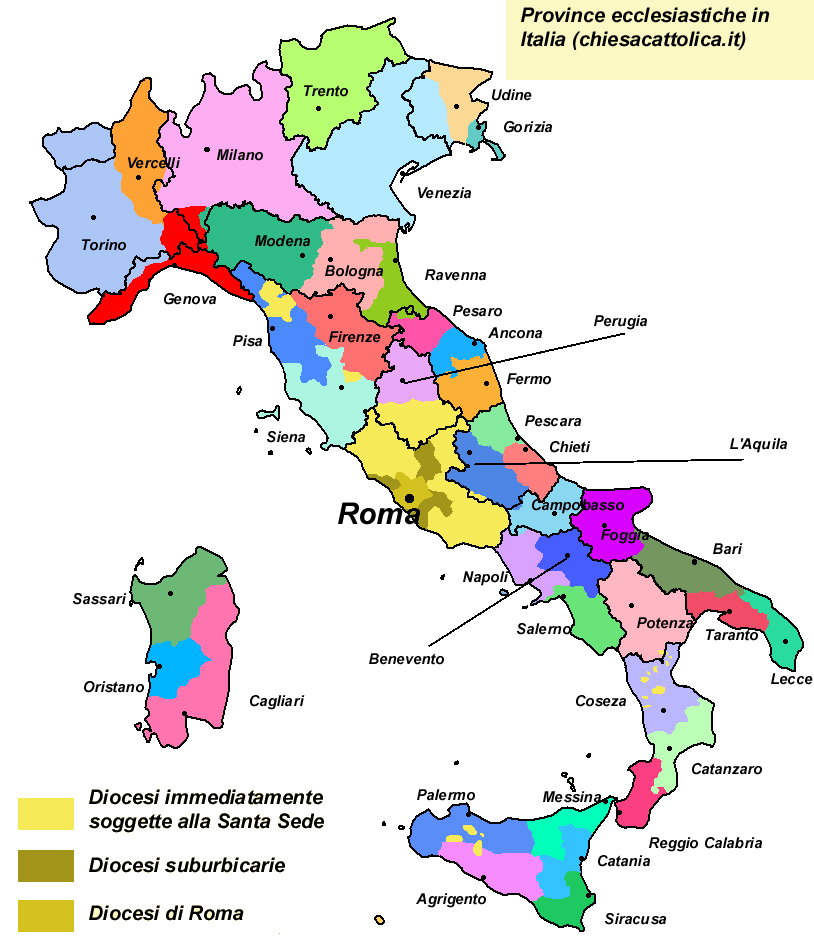
Mapa das províncias eclesiásticas italianas

O Primaz da Itália é o Bispo de Roma, que também é o líder ex officio de toda a Igreja Católica. O núncio apostólico é o representante da Santa Sé na Itália, e também em San Marino.
A Igreja Católica na Itália tem dois ritos:
- A Igreja latina (maioria absoluta, utiliza o rito romano, exceto na Arquidiocese de Milão onde o rito ambrosiano é usado)
- A Igreja Católica Ítalo-Albanesa (uma das igrejas católicas orientais, utiliza o rito bizantino dividido em Abadia Territorial de Santa Maria de Grottaferrata, Eparquia de Lungro e Eparquia de Piana degli Albanesi

A Igreja Latina na Itália é organizada em:
- 16 regiões eclesiásticas (correspondente às regiões da Itália, com algumas modificações)
  - 42 províncias eclesiásticas, dividida em: 1 sé apostólica (Diocese de Roma), 1 sé patriarcal (Patriarcado de Veneza) e 40 arquidiocese metropolitanas
    - 20 arquidioceses
    - 155 dioceses
    - 2 prelazias territoriais: Prelazia de Loreto e Prelazia Territorial de Pompeia
    - 6 abadias territoriais: Monte Oliveto Maggiore, Montecassino, Montevergine, Santa Maria di Grottaferrata, La Trinittà della Cava e Subiaco
    - 1 ordinariato militar: Ordinariato Militar da Itália

### Organizações de leigos católicos
- Ação Católica
- Forum Oratori Italiani (organizações juvenis católicas e ministério de jovens)

## Financiamento
A Igreja Católica Italiana é financiada em parte pelas doações dos fiéis e em parte pelo Estado Italiano.
A maior parte do financiamento vem do mecanismo oito por mil, correspondendo a cerca de 940 milhões de euros no ano de 2004.
Todas as denominações religiosas que assinaram acordos com o Estado, porém, a Igreja Católica goza de certos benefícios fiscais: edifícios utilizados para fins religiosos são isentos do imposto sobre o valor acrescentado (IVA) e de impostos territoriais. Além disso, o decreto fiscal, ligado à Lei das Finanças de 2006 a isenção do imposto de propriedade local para todas as propriedades pertencentes a confissões religiosas que firmaram acordos com o Estado, independentemente de natureza comercial (anteriormente a isenção relacionada exclusivamente aos edifícios utilizados para fins religiosos). A quantidade desta isenção foi estimada pela Associação Nacional das Comunidades Italianas em 600 a 700 milhões de euros e pela Conferência Episcopal Italiana (CEI) em mais de 1 bilhão de euros.
Além disso, existem outras fontes de financiamento e isenções fiscais de vários tipos:
- Dedutibilidade de cerca de 1000 euros (no máximo) por declaração de renda
- Fundo especial para pagar pensões ao clero[4]
- Isenção total de impostos, incluindo impostos sobre sucessão e doações, para paróquias e órgãos eclesiásticos
- Isenção para edifícios religiosos
- Contribuições de fiéis

## Conferência Episcopal
O atual presidente da conferência é o cardeal Matteo Maria Zuppi, arcebispo metropolitano de Bolonha.

## Nunciatura apostólica
A Santa Sé e o Estado italiano estabeleceram relações diplomáticas em 24 de junho de 1929 após a assinatura do Tratado de Latrão, que pôs fim à Questão Romana e levou ao reconhecimento mútuo dos dois estados.
O núncio apostólico da Itália também é tradicionalmente núncio na Igreja Católica em San Marino.
O atual núncio apostólico é Emil Paul Tscherrig, nomeado pelo Papa Francisco em 12 de setembro de 2017.